# École Duperré
École Duperré – publiczna uczelnia sztuki i projektowania w Paryżu.
Szkoła Duperré kształci studentów w zakresie kreatywnych karier w modzie i tekstyliach, a także w projektowaniu środowiskowym i graficznym. Prowadzi również programy szkoleniowe dla projektantów-producentów w zakresie tekstyliów (haft, tkactwo i tapicerstwo) oraz ceramiki

## Znani absolwenci
- Kader Attia, algiersko-francuski artysta interdyscyplinarny